# Fingerhut-Sommer
Fingerhut-Sommer ist der fünfte Roman der Flüsse-von-London-Reihe des britischen Autors Ben Aaronovitch. Er erschien als Foxglove Summer 2014 auf Englisch und 2015 beim dtv auf Deutsch.

## Inhalt
Der Protagonist Peter Grant wird von den Entwicklungen am Ende des vorherigen Buches erschüttert, dem plötzlichen Verrat und der Abtrünnigkeit einer hochgeschätzten Kollegin, mit der Grant auch eine starke emotionale Bindung hatte. Grant begrüßt daher die Chance, das vertraute Gelände Londons zu verlassen und ins ländliche Herefordshire zu reisen, wo das Verschwinden von zwei elfjährigen Mädchen eine Mediensensation und Fokus einer intensiven polizeilichen Untersuchung ist – mit gravierenden magischen Auswirkungen.
- Grant stellt fest, dass das Gewirr von ehelichen und außerehelichen Beziehungen in einer kleinen ländlichen Gemeinschaft nicht nur eine Frage des Geschwätzes ist, sondern auch schwerwiegende kriminelle Folgen mit sich bringt. Und auch einige übernatürliche.
- Er trifft sich mit einem pensionierten Zauberer, traumatisiert durch die geheimen magischen Schlachten des Zweiten Weltkriegs und mit der Enkeltochter des Zauberers, die eine besondere Affinität zu den Bienen hat.
- Grant kommt in intensiven Kontakt mit Beverley Brook, der Göttin oder Genius Loci von Beverley Brook, einem Nebenfluss der Themse – und erfährt durch persönliche Erfahrung, wie Flüsse solche Götter gewinnen.
- Er findet, dass Einhörner zu real sind und dass ihre Hörner tödliche Waffen sind; dass Feen existieren und sogar im 21. Jahrhundert manchmal menschliche Kinder entführen und sie durch Wechselbälger ersetzen; und er trifft sich mit einer echten Feenkönigin.

Als Ergebnis all dessen soll Grant für immer gefangen bleiben im Märchenland – einer alternative Realität oder Anderswelt, in der Großbritannien noch immer von einem massiven ungebrochenen Urwald bedeckt ist, ohne die vertrauten Städte und Dörfer. Grants einzige, dünne Hoffnung auf Flucht liegt in der anhaltenden magischen (oder möglicherweise antimagischen) Wirkung der Bauprojekte des römischen Imperiums und der Gewohnheit der Römer, sich die Landschaft zu unterwerfen und „pfeilförmige Wege“ überall zu bauen, wo sie regierten, und in der Unterstützung seiner magischen Freunde.

## Charaktere
- Peter Grant; Polizist der Metropolitan Police und der erste offizielle Zauberlehrling seit sechzig Jahren.
- Lesley May; früher Polizistin in der Metropolitan Police und de facto Lehrling bei Nightingale; jetzt kriminelle Mitarbeiterin des gesichtslosen Mannes und Gegenstand einer internen Untersuchung
- Detective Chief Inspector Thomas Nightingale; Kopf des Folly und der letzte offiziell sanktionierte englische Zauberer.
- Molly; Hausgehilfin im Folly, Fae
- Dr. Abdul Haqq Walid; weltbekannter Gastroenterologe und Kryptopathologe.
- Beverley Brook; Göttin des gleichnamigen Wasserlaufs im Süden Londons und beratende Ökologin.
- Detective Dominic Croft; Mitglied der West Mercia Major Crimes Unit, der als Peters Verbindungsmann eingesetzt wurde.

## Kritik
Liz Bourke schreibt in Tor.com: 

„Foxglove Summer doesn’t advance a series arc, or provide Peter with opportunities for growth as a character, or even give the reader opportunities to see character or world in a new light. It’s not in the least ambitious, and in many ways it feels like it’s marking time. It’s amusing. It’s diverting. It’s fun—but its goals are, ultimately, rather limited. Within those limits, it’s a good book“

„Fingerhut-Sommer bringt weder einen Serien-Höhepunkt noch bietet er Peter die Möglichkeit, als Romanfigur zu wachsen oder dem Leser die Möglichkeit zu geben, die Romanfigur oder die Welt in einem neuen Licht zu sehen. Das Buch ist nicht im geringsten ambitioniert und in vielerlei Hinsicht fühlt es sich an, als würde es auf der Stelle treten. Es ist amüsant. Es ist kurzweilig. Es macht Spaß – aber seine Ziele sind letztlich eher begrenzt. Innerhalb dieser Grenzen ist es ein gutes Buch.“

## Bestsellerliste
Das Buch erreichte 2015 Platz 9 der SPIEGEL-Taschenbuch-Bestsellerliste.